# Acidente do Beechcraft King Air nas Filipinas em 2019
Em 1 de setembro de 2019, um Beechcraft King Air 350 caiu em um resort turístico em Calamba, Laguna, nas Filipinas, durante um voo de evacuação médica de Dipolog, Zamboanga do Norte, para a capital Manila. Todos os nove ocupantes a bordo morreram no acidente.

## Acidente
De acordo com a Autoridade de Aviação Civil das Filipinas, a aeronave com prefixo RP-C2296, decolou do Aeroporto de Dipolog às 13:40, horário local, quando perdeu o contato do radar com o controle de tráfego aéreo por volta das 15:10, quando a aeronave estava a 60 km ao sul de Manila. Testemunhas nas proximidades relataram que a aeronave deixava um rastro de fumaça antes de cair no solo.
A aeronave caiu e pegou fogo no Agojo Resort em Pansol, próximo ao Monte Makiling, matando todos os nove ocupantes a bordo e ferindo outros dois no solo. Entre os mortos estavam um paciente sendo transportado e sua esposa.
Os destroços da aeronave pousaram em locais separados da subdivisão. Uma série de casas residenciais foram destruídas no incêndio, e um resort próximo teve uma parede danificada no acidente. O acidente ocorreu durante a temporada de monções do país, quando um pequeno número de turistas visita os resorts de Pansol, em comparação com a estação seca que termina em junho.

## Investigação e consequências
A Autoridade de Aviação Civil das Filipinas e o Conselho de Investigação e Inquérito de Acidentes de Aeronaves, foram enviados ao local para investigar o acidente. O gravador de voz da cabine da aeronave , que estava seriamente danificado, foi recuperado do local do acidente e levado para a Austrália para análise.
A CAAP afirmou ter informações parciais para determinar a causa, mas divulgaria seu relatório final assim que a AAIIB concluísse sua investigação.
Após outro acidente aéreo de um IAI Westwind no Aeroporto Internacional Ninoy Aquino poucos meses após o acidente, a Autoridade de Aviação Civil das Filipinas aterrou toda a frota da Lionair enquanto os dois acidentes ainda estavam sob investigação.